# 長宗我部兼能
長宗我部 兼能（ちょうそかべ かねよし、生没年不詳）は、長宗我部氏の12代目当主。土佐国岡豊城主。
父は長宗我部信能（第11代当主）。子に長宗我部兼綱（第13代当主）。
1345年（興国6年／貞和元年）頃、吸江庵（ぎゅうこうあん、高知市五台山）の寺奉行となり、以下代々この職を受け継いだ。